# USS Charleston, dernière chance pour l'humanité
Pour plus de détails, voir Fiche technique et Distribution.
USS Charleston, dernière chance pour l'Humanité (On the Beach) est un téléfilm australo-américain réalisé par Russell Mulcahy et diffusé en 2000. Les acteurs principaux sont Armand Assante, Bryan Brown et Rachel Ward. En France, du fait de sa durée de trois heures et quinze minutes, il est initialement diffusé en deux parties sur M6.
Le téléfilm est un remake du film Le Dernier Rivage, adapté de la nouvelle On the Beach de l'écrivain Nevil Shute. Adaptation modernisée, son action se situe en 2006, principalement à bord du sous-marin fictif de Classe Los Angeles USS Charleston (SSN-704) et à Melbourne.

## Synopsis
Le commandant Dwight Towers dirige le SNA américain USS Charleston (SSN-704), propulsé par une chenille magnéto-hydrodynamique, patrouillant en plongée dans l'océan Pacifique lorsqu'une guerre nucléaire éclate.
Précédée par un blocus suivi d'une invasion de Taïwan par la Chine, une guerre nucléaire dévastatrice a contaminé tout l'hémisphère nord de la Terre à la suite d'un échange nucléaire stratégique entre la Chine et les États-Unis. Les deux pays sont anéantis par les frappes atomiques ainsi que la presque totalité de la planète par les retombées radioactives. L'équipage du sous-marin trouve refuge à Melbourne tout au sud de l'Australie, territoire encore épargné par les nuages radioactifs. Les communications avec quelques opérateurs radio encore en vie situés plus au nord indiquent que les radiations atteindront l'Australie sous quelques mois ou semaines. Towers place son navire sous le commandement de la Royal Australian Navy puis est convoqué à une réunion au sujet des retombées radioactives et d'un étrange message radio automatique provenant de l'Alaska dans l'hémisphère nord, offrant l'espoir que la vie y subsiste. Le submersible est envoyé pour investiguer la mystérieuse émission radio avec Towers (Armand Assante), le scientifique australien Julian Osborne (Bryan Brown) et l'officier australien de liaison Peter Holmes (Grant Bowler) à son bord. En route, le sous-marin fait surface dans la baie de San Francisco constatant que le rivage est en ruines et le Golden Gate Bridge effondré. La ville est détruite. Un membre de l'équipage, originaire de San Francisco, décide d'abandonner le navire pour finir ses jours dans sa ville natale. L'équipage constatant qu'il a reçu une dose létale de radiations en s'exposant à l'air libre lors de sa désertion ne le ramène pas à bord et lui fait ses adieux respectueux.
Arrivés en Alaska, Towers accompagné de son commandant en second Neil Hirsch (Steve Bastoni), débarquent et ne trouvent aucun survivant. Entrant dans une maison, ils découvrent une famille morte allongée sur un lit à la suite d'un suicide collectif. Towers, pris de violentes hallucinations, imagine la fin de sa famille et la souffrance endurée par les siens. Ensuite, l'origine de l'émission radio automatisée est localisée dans un studio de télévision. Elle provient de l'ordinateur portable d'une présentatrice tentant d'émettre en boucle le tout dernier bulletin d'informations via un satellite lorsqu'il fait jour, celle-ci étant morte depuis longtemps et l'ordinateur étant alimenté par un panneau solaire.
A leur retour au sous-marin, Hirsch déchire par mégarde sa combinaison NBC de protection et dissimule cet incident. Durant le retour du sous-marin à Melbourne, rongé par les radiations, Hirsch devient de plus en plus malade puis s'effondre. Towers veille son vieil ami, mortellement irradié, et l'euthanasie à la demande de ce dernier afin d'abréger ses souffrances.
De retour à Melbourne, Towers commence à s'éprendre de Moira Davidson (Rachel Ward), belle-sœur de Holmes et ex-épouse d'Osborne, qui attendait son retour de mission en Alaska. La population de Melbourne, réalisant que les nuages radioactifs vont bientôt arriver et que tout espoir de survie est vain, sombre dans le chaos, le pillage et l'anarchie. Holmes et sa femme Mary (Jacqueline McKenzie) trouvent du réconfort dans leur amour mutuel tandis que Towers et Moira deviennent plus intimes.
Lorsque les radiations mortelles atteignent Melbourne, la population commence à faire la queue dans des centres de distribution de l'état pour obtenir des cachets fournis par le gouvernement permettant de se suicider. Après que Mary et sa fille Jenny soient tombées malades, Peter et Mary partagent un ultime moment de tendresse avant d'absorber tous les trois leur pilule mortelle. Osborne, de son côté, se lance dans un tour suicidaire du Circuit de Phillip Island au volant de sa Ferrari F355 GTS et se crashe délibérément à pleine vitesse, sans ceinture de sécurité, au virage numéro 10. La plupart des membres de l'équipage, fortement irradiés et malades, demandent l'autorisation d'embarquer à bord de l'USS Charleston pour son dernier voyage vers San Francisco, sachant qu'ils ne survivront probablement pas, préférant mourir tous ensemble à bord. Towers donne son accord, semblant abandonner Moira pour se joindre à son équipage. Moira ouvre une bouteille de Champagne et s'apprête à prendre son cachet en regardant le sous-marin s'éloigner du rivage lorsque Towers la rejoint, signant ainsi la conclusion dramatique du téléfilm.

## Fiche technique
Sauf indication contraire, les informations mentionnées dans cette section peuvent être confirmées par la base de données cinématographiques IMDb,  présente dans la section « Liens externes ».
- Titre original : On the Beach
- Titre français : USS Charleston, dernière chance pour l'Humanité
- Réalisation : Russell Mulcahy
- Scénario : Nevil Shute, , David Williamson, d'après le scénario de Le Dernier Rivage écrit par John Paxton, lui-même inspiré du roman du même nom de Bill Kerby
- Musique : Christopher Gordon
- Costumes : Anna Borghesi
- Pays de production :  États-Unis,  Australie
- Langue originale : anglais
- Format : couleur - 1.85:1 - son : stereo
- Genre : drame, post-apocalyptique
- Durée : 196 minutes
- Dates de première diffusion :
  - États-Unis : 28 mai 2000
  - France : 12 juillet 2002

## Distribution
- Armand Assante : le commandant Dwight Towers
- Rachel Ward : Moira Davidson
- Bryan Brown : Pr Julian Osborne
- Jacqueline McKenzie : Mary Holmes
- Grant Bowler : l'officier de liaison australien Peter Holmes
- Allison et Tieghan Webber : Jenny Holmes
- Steve Bastoni : le commandant en second Neil Hirsch
- David Ross Paterson : le chef Wawrzeniak
- Kevin Copeland : l'opérateur sonar Bobby Swain
- Todd MacDonald : l'opérateur radio Giles
- Joe Petruzzi : le lieutenant Tony Garcia
- Craig Beamer : le sous-marinier Reid
- Jonathan Oldham : le sous-marinier Parsons
- Trent Huen : le sous-marinier Samuel Huynh
- Donni Frizzell : le sous-marinier Rossi
- Jonathan Stuart : le sous-marinier Burns
- Sam Loy : le sous-marinier Sulman
- Rod Mullinar : l'amiral Jack Cunningham
- Felicity Boyd : le lieutenant Ashton
- Bill Hunter : le premier ministre Seaton
- Charles Tingwell : Pr Alan Nordstrum
- Nicholas Hammond : le président des États-Unis

## Accueil
Le téléfilm reçoit des critiques diverses à cause de sa durée de plus de trois heures sur le thème dramatique d'une catastrophe planétaire imminente rendant l'action laborieuse tout en offrant, par rapport au film de 1959, l'occasion d'approfondir la psychologie des personnages, délivrant ainsi une puissante charge émotionnelle ressentie par le spectateur, celui-ci se trouvant ainsi plus fortement confronté au spectre inévitable de la fin de sa propre existence et à sa façon de l'aborder.
USS Charleston, dernière chance pour l'humanité est nommé pour deux Golden Globes dans les catégories Golden Globe de la meilleure mini-série ou du meilleur téléfilm et Golden Globe de la meilleure actrice dans une mini-série ou un téléfilm pour Rachel Ward dans le rôle de Moira Davidson.

## Autour du film
(avril 2024).
- Si vous ne connaissez pas le sujet, laissez ce bandeau (vous pouvez alors contacter les auteurs).
- Si vous supprimez le contenu mis en cause (vous pouvez préalablement contacter les auteurs),

argumentez précisément cette suppression dans la page de discussion
(un manque de référence n'est pas un argument ; une recherche réelle de référence doit avoir été effectuée, être formellement documentée).
Le téléfilm diffère du film sur différents points. Dans le téléfilm, l'émission d'un signal numérique provenant de l'Alaska remplace un signal en morse provenant de la ville californienne de San Diego, capté par le sous-marin. Les comportements humains sont beaucoup plus sombres et pessimistes que dans l'adaptation filmée de 1959 où l'ordre social et les bonnes manières sont maintenus. La ville de San Francisco est en ruines, indiquant que la ville a subi une frappe nucléaire directe. Le commandant Towers a refusé d'exécuter l'ordre de tir des missiles à têtes nucléaires de son sous-marin et indique que la Chine a lancé la première frappe nucléaire, subissant une riposte américaine de même intensité. Toutefois, la question de savoir lequel des deux pays a porté la première attaque n'est pas clairement tranchée. Il n'y a pas la scène finale montrant les rues désertées de Melbourne.
Le téléfilm comporte différentes erreurs techniques. Les uniformes militaires et la terminologie de certaines expressions ne sont pas toujours conformes aux usages.
La version française du téléfilm se termine par la traduction d'une citation issue du poème On the beach at night de l'écrivain Walt Whitman.

« La nuit sur la plage il y a une petite fille avec son père, qui regarde le ciel d'automne vers l'est. Sur la plage l'enfant qui tient son père par la main, devant ces funèbres nuées sur le point de tout engloutir victorieusement dans leur caveau, pleure en silence. »